# قيسون

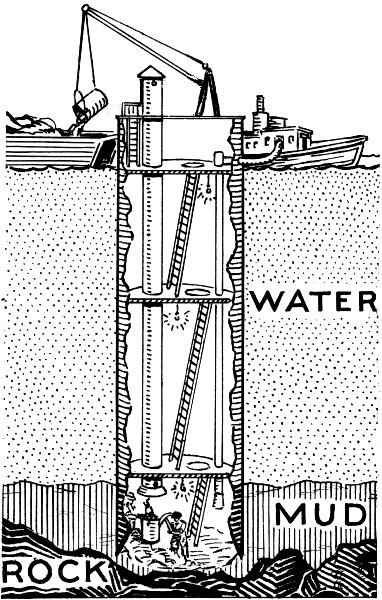
رسم تصويري للقيسون

القَيْسُون في علم الإنشاءات الهندسية حِجرةٌ منيعة للماء تنشأ للعمل تحت سطح البحر. يستخدم القيسون للعمل على أساسات دعامات الجسور، أو لصب الإسمنت في السدود، أو لإصلاح السفن. يُخلى الماء من حجرات القيسون لإتاحة مكان عمل مناسبن وذلك بمضخات.

## اقرأ أيضاً
- مرض تخفيف الضغط